# Liu Zhiyu
Liu Zhiyu (en chino: 劉治宇; Shenzhen, 5 de enero de 1993) es un deportista chino que compite en remo.
Participó en los Juegos Olímpicos de Tokio 2020, obteniendo una medalla de bronce en la prueba de doble scull. Ganó una medalla de oro en el Campeonato Mundial de Remo de 2019, en la misma prueba.

## Palmarés internacional
| Juegos Olímpicos   | Juegos Olímpicos     | Juegos Olímpicos  | Juegos Olímpicos |
| Año                | Lugar                | Medalla           | Prueba           |
| ------------------ | -------------------- | ----------------- | ---------------- |
| 2020               | Tokio (Japón)        | Medalla de bronce | Doble scull      |
| Campeonato Mundial |                      |                   |                  |
| Año                | Lugar                | Medalla           | Prueba           |
| 2019               | Ottensheim (Austria) | Medalla de oro    | Doble scull      |